# カトリック高松司教区
カトリック高松司教区（カトリックたかまつしきょうく、英: Roman Catholic Diocese of Takamatsu）は、四国地方4県を管轄区域としていたキリスト教カトリック教会の司教区。2023年にカトリック大阪大司教区とともにカトリック大阪高松大司教区に統合された。廃止時の司教座聖堂（カテドラル）は桜町教会。単に高松教区とも。

## 司教座聖堂
- 司教座 – カトリック桜町教会

## 沿革
- 1846年（弘化3年） - 日本使徒座代理区が設立され、横浜に代理区長館が設置される。
- 1866年（慶応2年） - 代理区長館が長崎に移転。
- 1876年（明治9年） - 5月22日、日本使徒座代理区を日本北緯使徒座代理区（現在の東京教区）、日本南緯使徒座代理区（現在の長崎教区）の2区に分割。南緯代理区は近畿、中国、四国および九州の各地方を管轄区域とした。
- 1888年（明治21年） - 南緯代理区に属していた近畿、中国、四国の3地方が中部代理区として独立、司牧をパリ外国宣教会に委託された。
- 1891年（明治24年） - 6月15日、中部代理区が大阪教区に昇格。
- 1904年（明治37年） - 1月27日、大阪教区より四国4県が四国使徒座知牧区 として独立、知牧館は徳島に設置。（独立当初より管轄地域に変更はない。）
- 1949年（昭和24年） - 知牧館が高松に移転。
- 1963年（昭和38年） - 9月13日、四国知牧区が高松教区に昇格。
- 2023年（令和5年） - 8月15日、教皇フランシスコが大阪教区と高松教区の統合を発表。新たに大阪高松大司教区を設立。初代大司教に前田万葉枢機卿（大阪大司教）を任命した[1][2]。
- 2023年（令和5年） - 10月9日、大阪高松カテドラル聖マリア大聖堂にてカトリック大阪高松大司教区設立式挙行[3]。

## 歴代知牧・司教（教区長）

### 知牧
- 初代 - ホセ・アルバレス（ドミニコ会） 1904年 - 1931年
- 2代 - トマス・デ・ラ・ホス（ドミニコ会） 1931年 - 1935年
- 3代 - モデスト・ペレス（ドミニコ会） 1935年 - 1940年
- （使徒座管理 - パウロ田口芳五郎 1941年 - 1963年）

### 司教（教区長）
- 初代 - フランシスコ・ザビエル田中英吉 1963年 - 1977年
- 2代 - ヨセフ深堀敏 1977年 - 2004年
- 3代 - フランシスコ・ザビエル溝部脩（サレジオ修道会） 2004年 - 2011年
- 4代 - 使徒ヨハネ諏訪榮治郎 2011年 - 2022年[4]

## 所在地・交通アクセス
〒760-0074 香川県高松市桜町1-8-9（北緯34度19分51.5秒 東経134度03分05.1秒 / 北緯34.330972度 東経134.051417度）
- JR高徳線「栗林駅」下車
- 琴電琴平線「栗林公園駅」下車